# Krauser Löwenzahn
Der Krause Löwenzahn (Leontodon crispus), auch Krausblättriger Löwenzahn genannt, ist eine Pflanzenart aus der Gattung Löwenzahn (Leontodon) innerhalb der Familie der Korbblütler (Asteraceae).

## Beschreibung

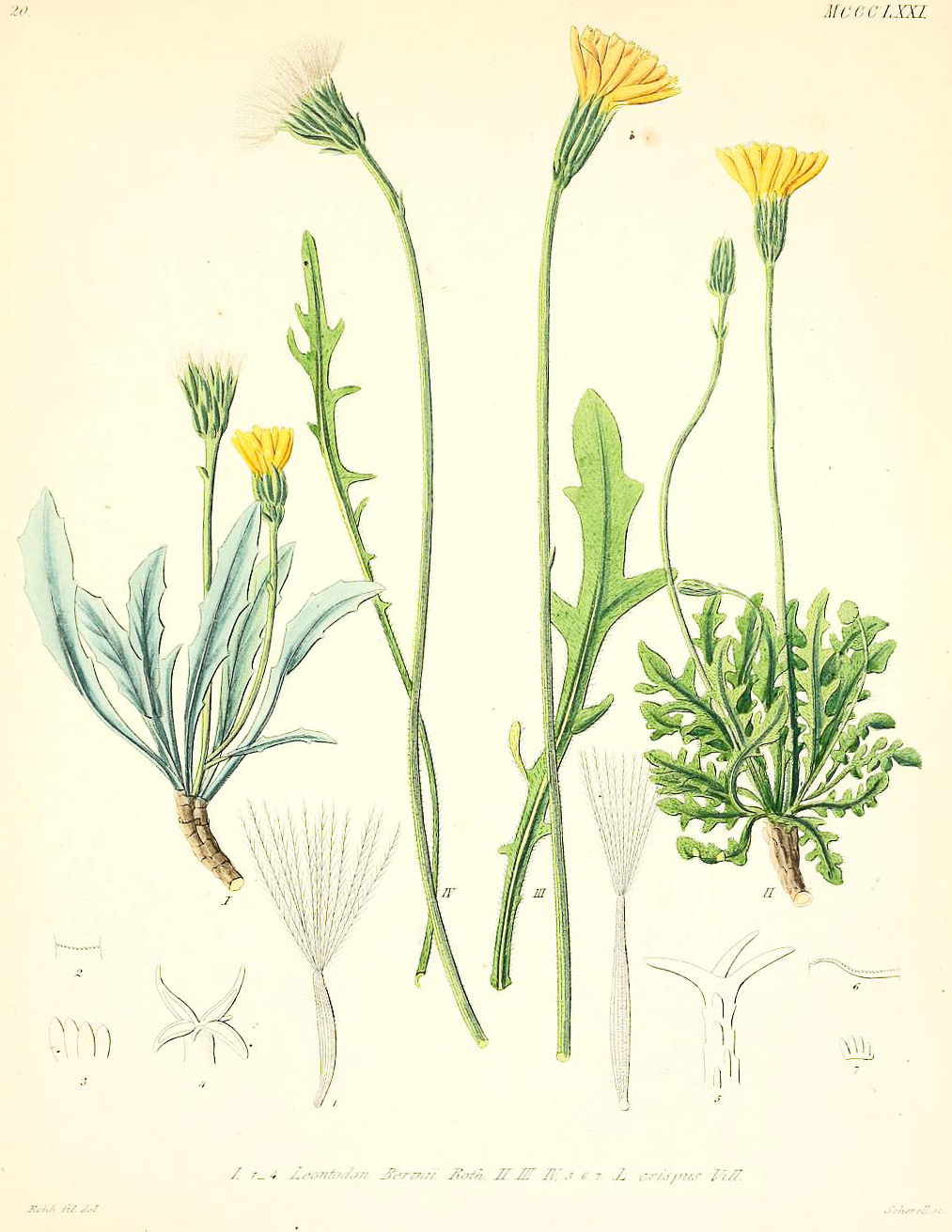
Illustration bei Heinrich Gustav Reichenbach, 1859–1860

### Vegetative Merkmale
Der Krause Löwenzahn ist eine ausdauernde krautige Pflanze, die Wuchshöhen von 10 bis 30 Zentimetern erreicht. Sie bildet eine langspindelige, kräftige, senkrechte Pfahlwurzel. Die Faserwurzeln sind spärlich und haarfein. Je Pflanzenexemplar sind  ein bis sechs Stängel vorhanden. Der aufrechte Stängel ist am oberen Ende mehr oder weniger keulenförmig verdickt.
Die zahlreichen Laubblätter sind in einer grundständigen Rosette angeordnet. Die Blattspreite ist bei einer Länge von 20 bis 140 Millimetern sowie einer Breite von 3 bis 15, selten bis zu 20 Millimetern verkehrt-lanzettlich, in den kurzen Blattstiel allmählich verschmälert, grob buchtig gezähnt bis fiederspaltig, mit dreieckig-lanzettlichen voneinander entfernten, am Rande oft wellig-krausen Blattabschnitten. Der Endabschnitt ist lanzettlich ausgezogen und beiderseits von kräftigen starren, gestielten gabel- und dreiteiligen Zackenhaaren (besonders an den Stielen) besetzt.
Aufgrund der taxonomisch in der Gattung Leontodon wichtigen Unterscheidung des Induments liegen dazu Untersuchungen durch Helga Pittoni 1974 vor. Beim Krausen Löwenzahn sind die mehrzelligen Sternhaare meist drei- (zwei- bis vier-)strahlig, steif und untereinander ungleich lang; Die Länge der Sternhaare beträgt 500–980 μm, Länge der Strahlen 200–390 μm. Das Indument sieht steifhaarig aus und fühlt sich rau an. Auf den Hüllblättern sind häufig ähnliche Sternhaare wie auf den Laubblättern (bei den Unterarten Leontodon crispus subsp. asperrimus sowie Leontodon crispus subsp. asper). Sie stehen am Rand und in einer Mittelzeile am Rücken der Hüllblätter; manchmal stehen auch nur einige wenige Gabelhaare längs der Mitte (bei der Unterart subsp. crispus) oder wenigstrahlige Sternhaare als Randsaum und lange Gabelhaare am Mittelstreifen.

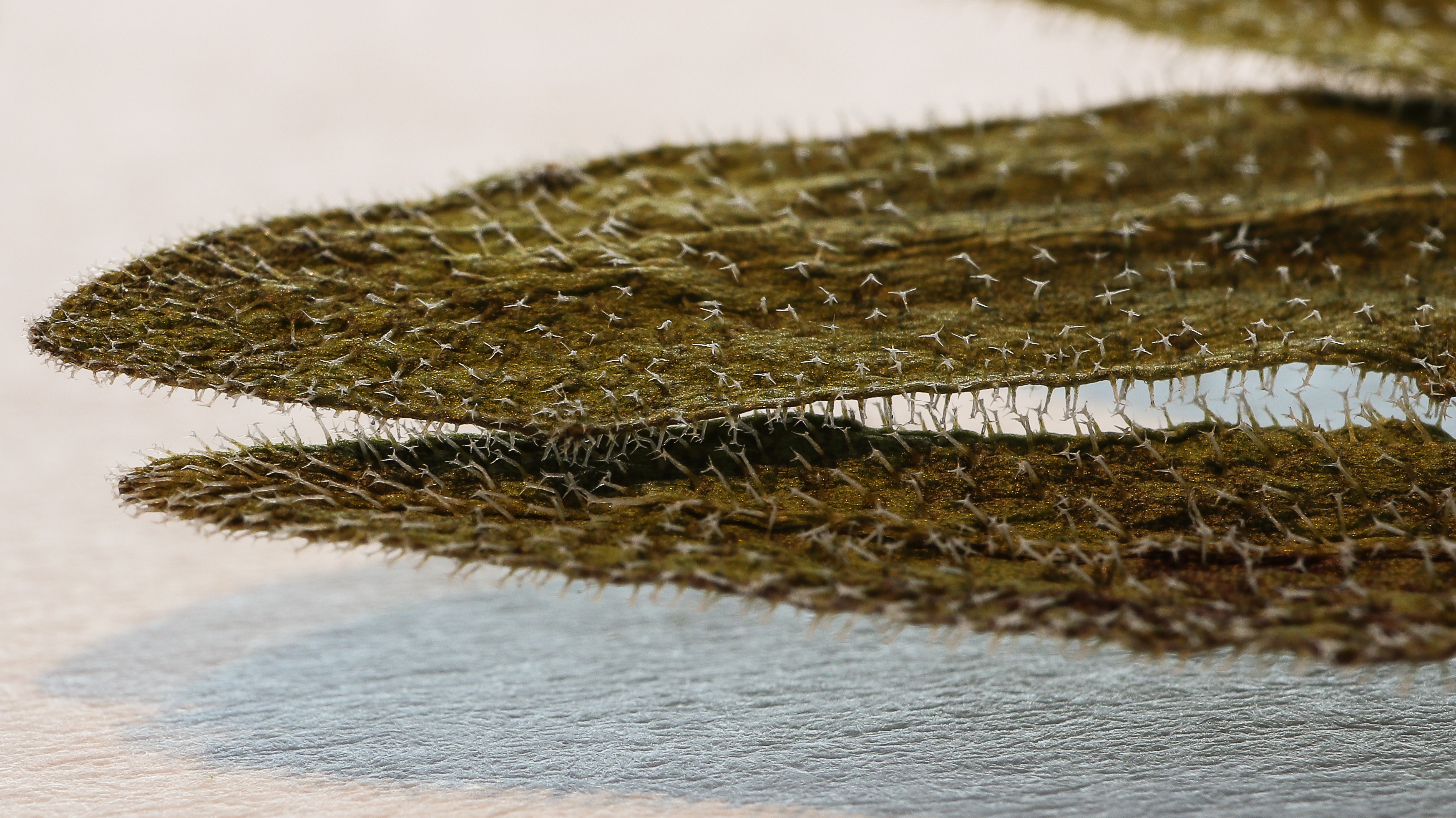
Rosettenblätter mit drei- bis vier-strahligen Sternhaaren
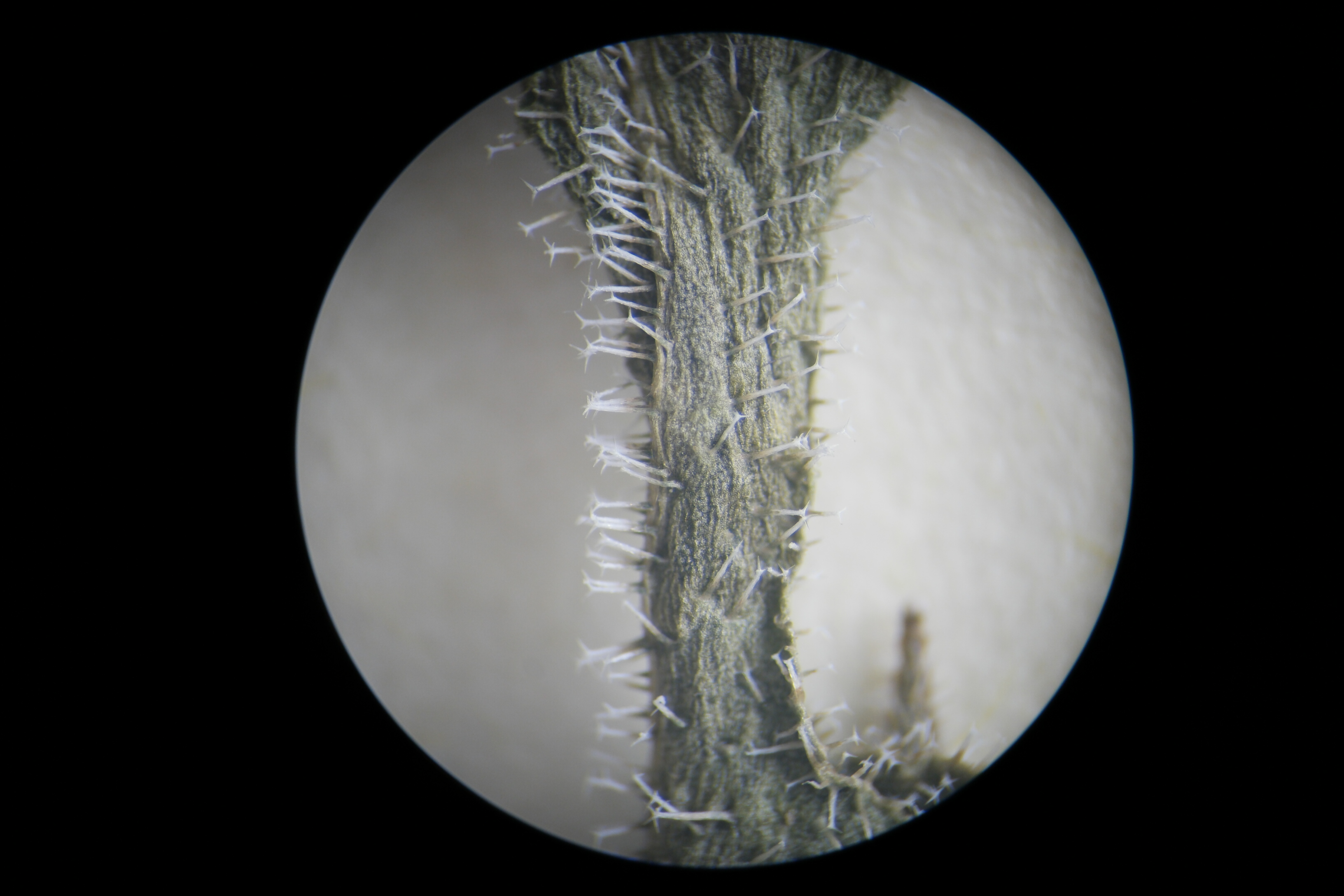
Form und Größe der Sternhaare dient der korrekten Art-Bestimmung in der Gattung
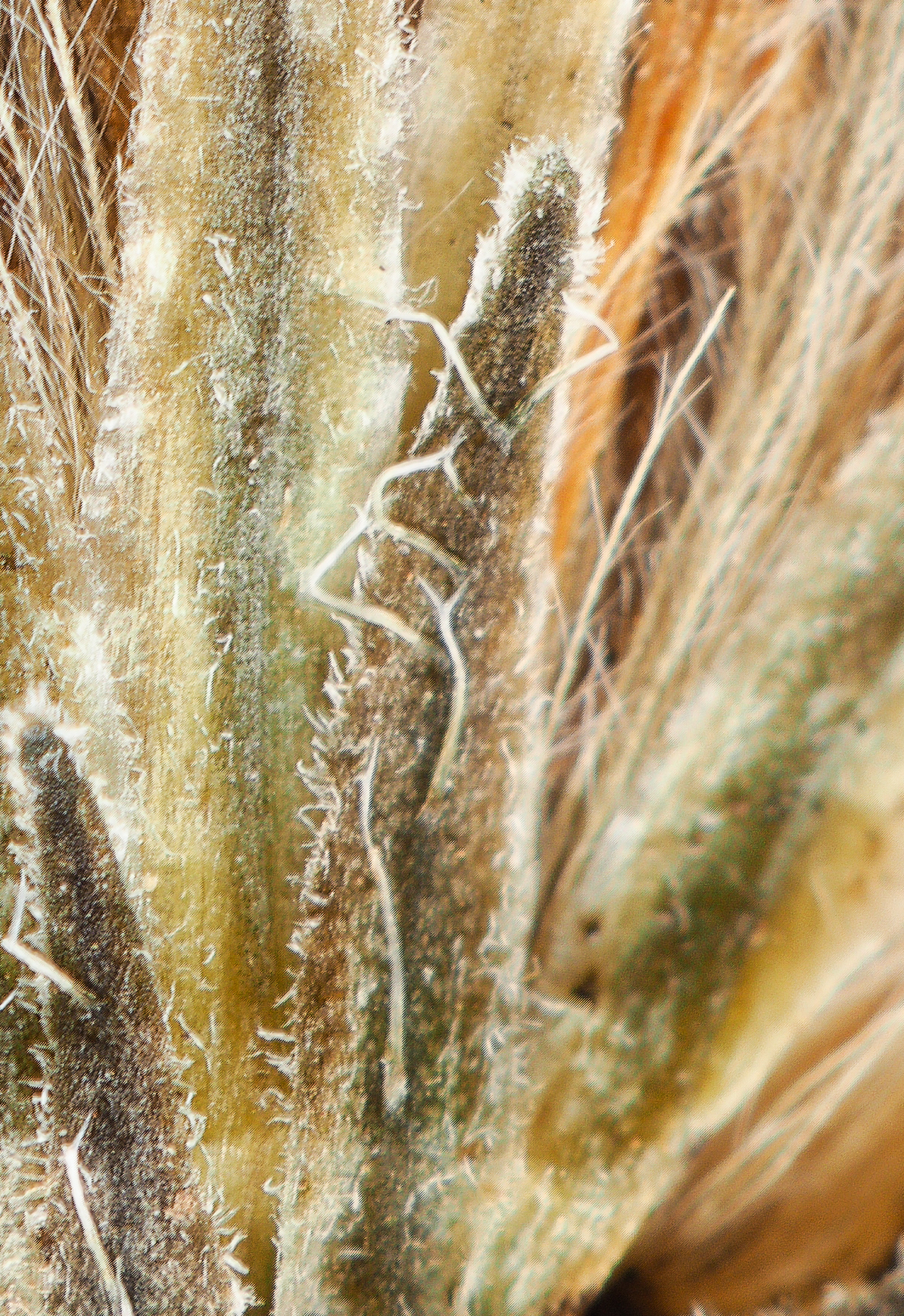
Die langen Gabelhaare auf dem Mittelstreifen der Hüllblätter treten bei der Unterart Leontodon crispus subsp. crispus auf
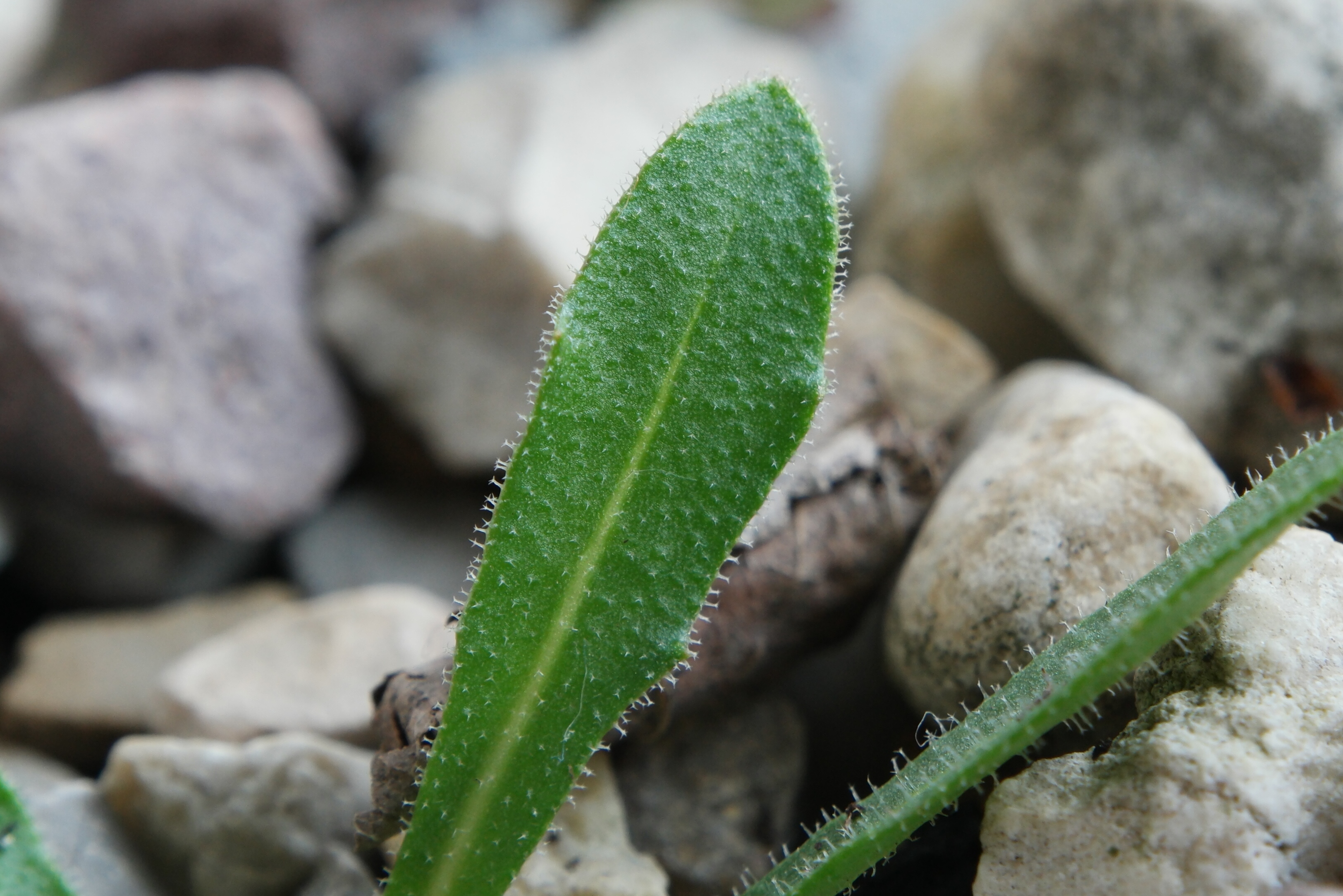
Die Kotyledonen sind unbehaart, das erste Laubblatt zeigt typisches steifhaariges Indument
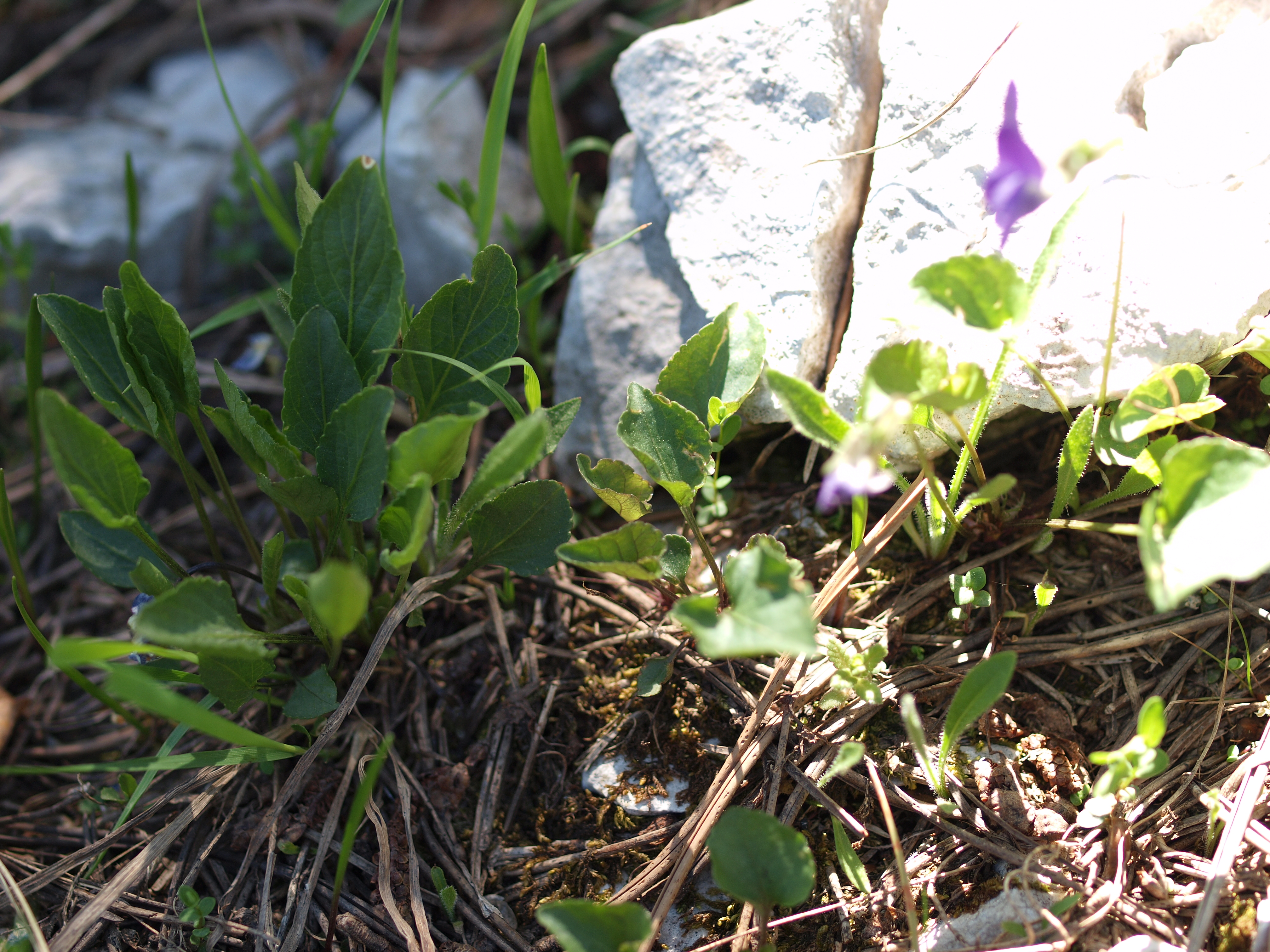
Phänologischer Frühjahrsaspekt von Leontodon crispus mit Viola chelmea, Viola riviniana in der Pinus heldreichii-Stufe

### Generative Merkmale
Die Blütezeit reicht von Juni bis Juli. Unter den einzeln endständig stehenden körbchenförmigen Blütenständen ist der aufrecht stehende Stängel etwas keulig verdickt und er ist bisweilen mit ein oder zwei (selten mehr) lanzettlichen Hochblättern besetzt und ist kurz steif gehaart. Der Krausblättrige Löwenzahn hat mittelgroße Blütenkörbe, die vor der Anthese nicken. Die 12 bis 15 Millimeter lange Blütenhülle ist am Grunde etwas kraus behaart; die inneren Hüllblätter sind kahl oder auf den Mittelnerven behaart, am Rande glatt und bisweilen schwach angedrückt flaumig behaart. Die gelben Zungenblüten sind doppelt so lang wie die Hülle und unterseits oft rotgestreift.
Die 15 bis 20 Millimeter langen Achänen sind alle gleichgestaltet, von der Mitte an in einen kurzhaarig-rauen 5 bis 7 Millimeter langen Schnabel zusammengezogen und kurz borstig behaart. Der schmutzig-weiße Pappus ist etwa halb so lang wie die Achäne und wird aus zwei Reihen von bis an den Grund dicht federigen Borsten gebildet; die der äußeren Reihe sind kürzer als die inneren.
Die Chromosomenzahl beträgt 2n = 8.

## Ökologie
Der Krause Löwenzahn zeigte sich bei vergleichenden Untersuchungen im thessalischen Olymp auf dem Plateau der Museen in über 2400 Meter als durch Fluginsekten meistbesuchte Pflanze,  obwohl er nur zu den mittelhäufigen blühenden Arten und nur mit mittlerem Deckungsgrad in den Vergleichsflächen aufgetreten war. Eine Blühdauer von 30 Tagen konnte dabei ermittelt werden. Als wichtigste Bestäuber wurden Hummeln (7,5 %), Schwebfliegen (39,8 %) und Schmetterlinge (18,8 %) gezählt.
Für die Vermehrung der Leontodon-Arten ist praktisch immer Fremdbestäubung nötig. Dies unterscheidet sie von den eigentlichen Löwenzahn-Arten (Taraxacum spec.) oder den Arten der formenreichen Gattung der Habichtskräuter (Hieracium) bei denen apomiktische Samenbildung ohne Bestäubung regelmäßig vorkommt.

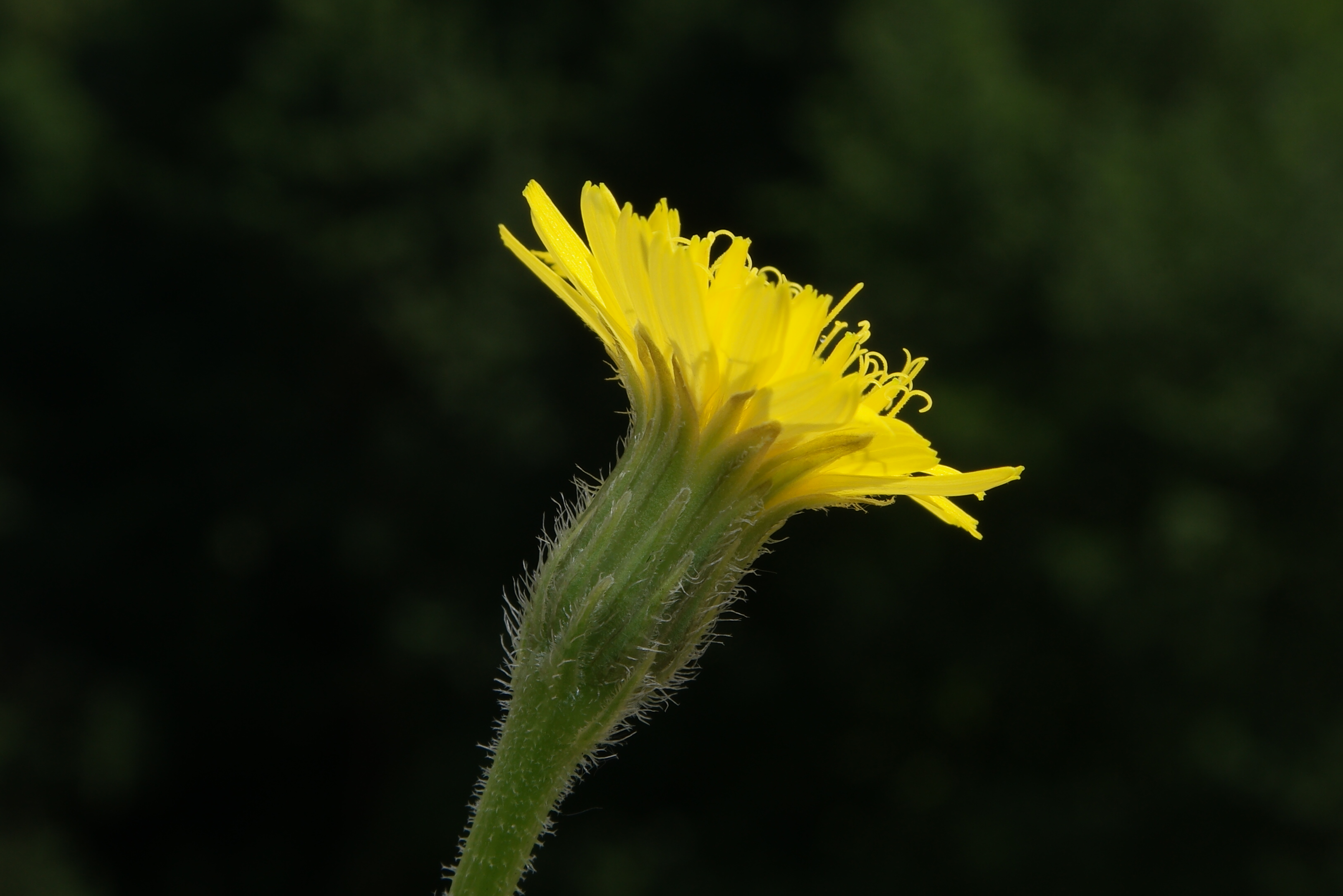
Blütenkorb von der Seite
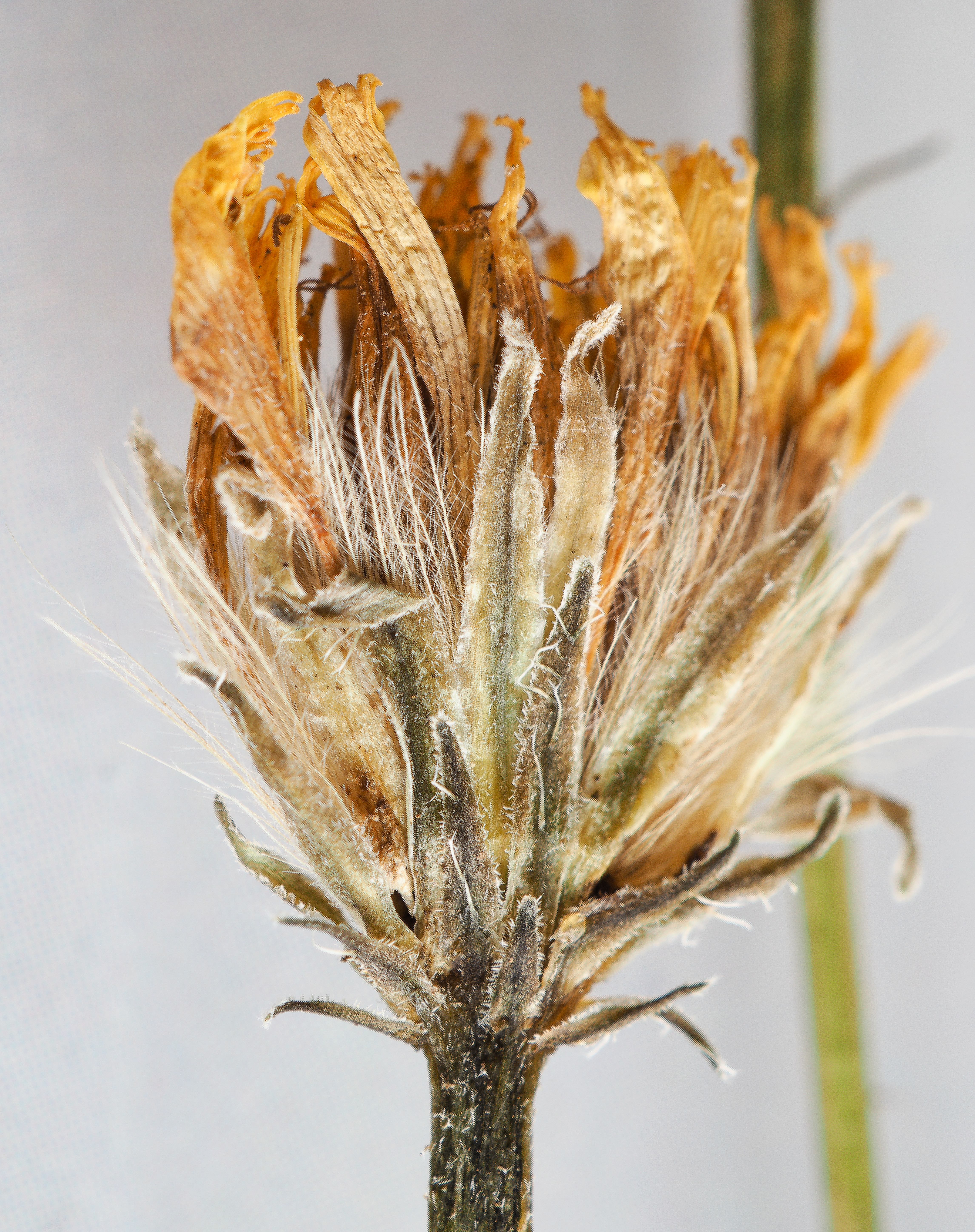
Herbarisierte Blütenkorb von Leontodon crispus subsp. crispus
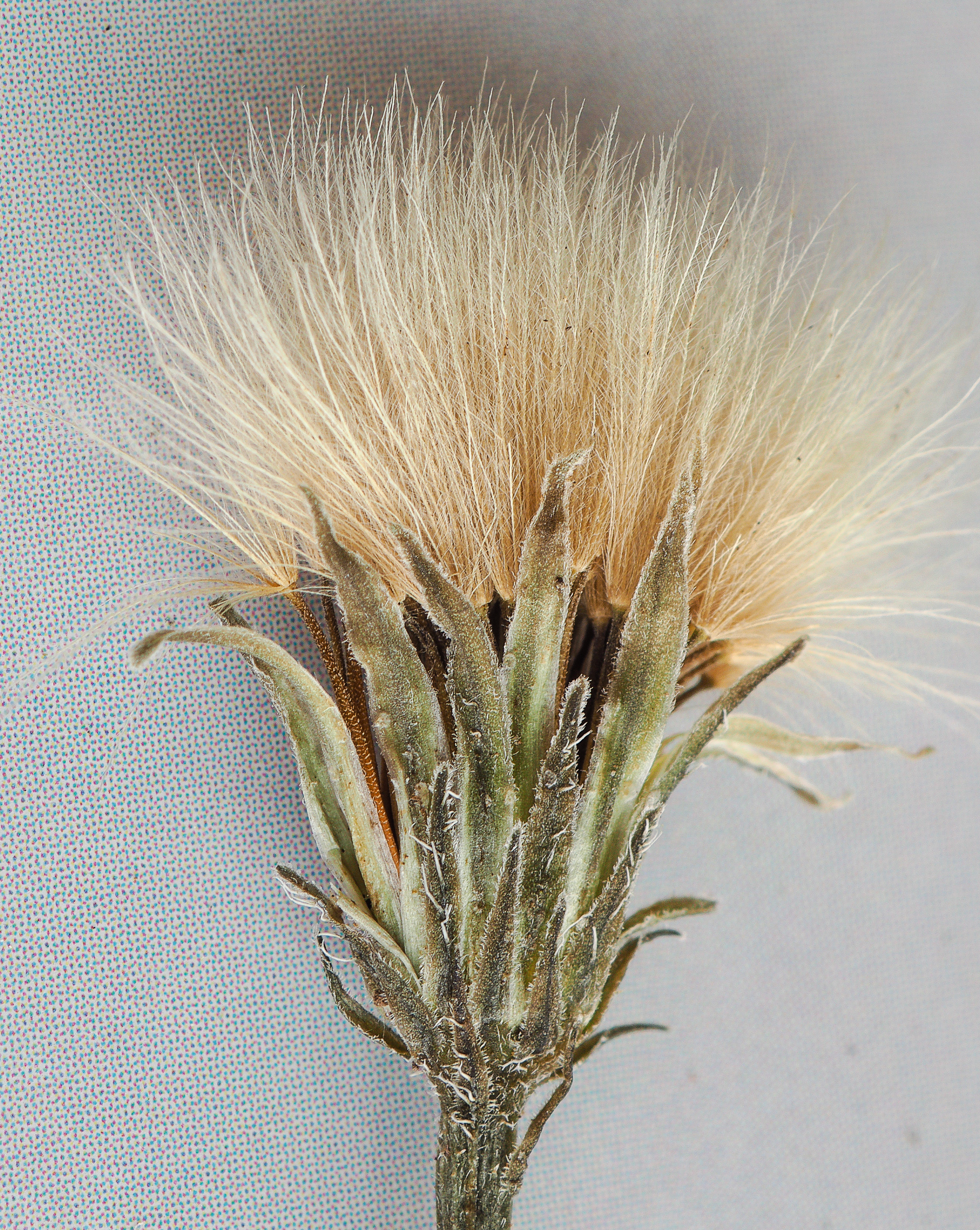
Herbarisierte Korb mit Früchten
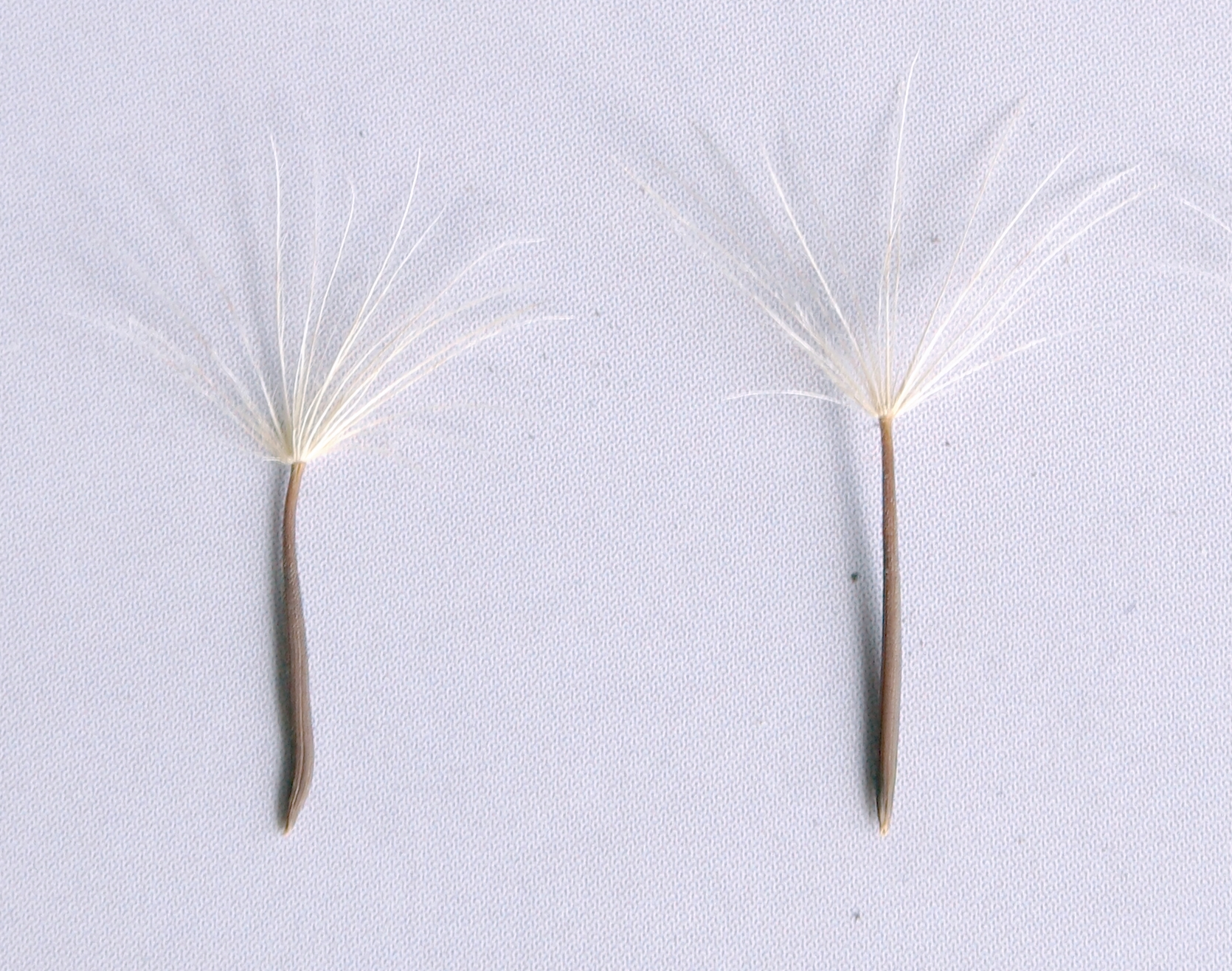
Achäne und Pappus

### Variabilität

Eine von Hayek als Leontodon crispus subsp. rossianus aus dem Velebit-Gebirge bezeichnete Unterart fällt in den Merkmalen nach Helga Pittoni in die morphologische Variationsbreite der Art, während die Flora Europaea sie in der Bearbeitung der Gattung durch Finch & Sell (1976) noch als Unterart führt.

Die Artengruppe um Leontodon crispus wird unterschiedlich bewertet. Generell stellt sich innerhalb der Sektion Asterothrix die Abgrenzung und Unterteilung von Leontodon crispus am komplexesten dar. Zwei konträre Ansichten der artlichen Fassung der Sektion Asterothrix wurden von Finch und Sell 1975 in der Flora Europaea sowie von Pittoni (1974) und in der Flora d'Italia (Pittoni 1982) vertreten. Morphologische, chemotaxonomische und molekulargenetische Vergleiche der Leontodon-Vertreter der Sektion Asterothrix geben jedoch einer generellen Anerkennung zahlreicher vormals als Subspezies geführter Taxa in der durch Pittoni in der Erstausgabe der Flora d'Italia gemachten Neu-Einteilung recht. Damit ist die Einteilung von Finch & Sell in der Flora Europaea abgelöst worden. Für die Neuauflage der Flora d'Italia ist sie in einer Zusammenfassung der neueren Ergebnisse durch Zidorn, in der auch die ehemalige Untergattung Oporinia als Gattung Scorzoneroides ausgegliedert wurde, den neuen Ergebnissen angepasst worden.
Innerhalb des Leontodon crispus Aggregats gehören Leontodon asperrimus, Leontodon anomalus, Leontodon crispus, Leontodon graecus sowie Leontodon farinosus u. a. zusammen, die oft nur als Subspezies gewertet werden. Nach der aktualisierten Euro+Med Plantbase ist folgende Artengruppe um Leontodon crispus im europäischen Mittelmeerraum sowie dem vorderen Orient verbreitet: Leontodon apulus (Fiori) Brullo, Leontodon asperrimus (Willd.) Endl., Leontodon biscutellifolius DC., Leontodon crispus Vill. und Leontodon graecus Boiss. & Heldr. Gliedert man Leontodon graecus sowie Leontodon biscutellifolius (Syn. Leontodon crispus ssp. asper) aus, so ist Leontodon crispus heute nicht mehr durch Unterarten gegliedert (die für den Velebit beschriebenen Formen rossianus und visianii haben keine zuverlässigen und gewichtigen Unterscheidungen und wurden von Helga Pittoni in die Synonymie gestellt).

### Unterscheidung zu ähnlichen Arten
Vom ähnlichen Steifhaarigen Löwenzahn (Leontodon hispidus) unterscheidet sich der Krause Löwenzahn durch das langspindelige senkrecht wachsende Rhizom (beim Steifhaarigen Löwenzahn schräg- oder +/-oberflächlich wachsend). Diese Wuchsformdifferenzierung ist mit einer süd-nördlichen Arealdiffernzierung gekoppelt, in dem die nördlicher vorkommende Art keine spezielle Anpassung des Rhizoms an Trockenstandorte ausgebildet hat. Im Weiteren sind noch die fedrigen Borsten des Pappus (beim Steifhaarigen Löwenzahn tritt eine äußere Reihe kurzer grober Borsten auf) sowie die auffällige keulige Verdickung des Stängels unterhalb der Blütenkörbe beim Krausen Löwenzahn aufzuzählen. Beim Steifhaarigen Löwenzahn geht der Stängel ohne Verdickung in den Blütenkorb über.
Die Chromosomenzahl ist mit 2n = 14 beim Steifhaarigen Löwenzahn ebenso unterschiedlich.

## Verbreitung

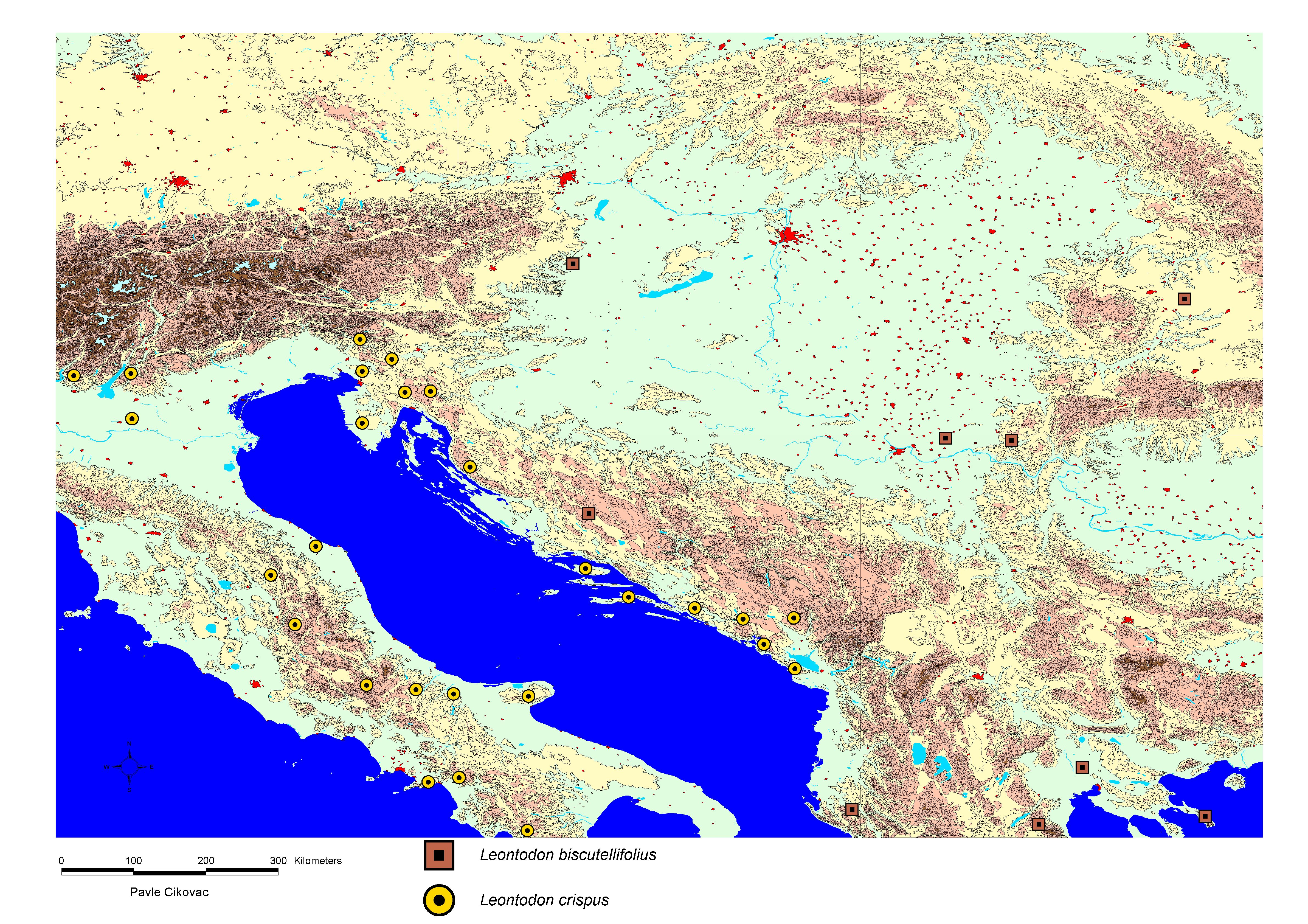
Die Hauptverbreitung von Leontodon crispus s. str. liegt nach H. Pittoni 1974: Karte 3 (S. 187) im zirkumadriatischen Raum. Teilareale in den Ost-Pyrenäen sowie den West- und Meeralpen sind in der Karte nicht erfasst. Der ehemals als Unterart und heute sensu Pittoni als gültige Art aufgefasste Leontodon biscutellifolius schließt im kontinentaleren Osten an das Areal von Leontodon crispus an. Er kommt noch bis in das Gebiet des Van Gölü im Armenischen Hochland vor.

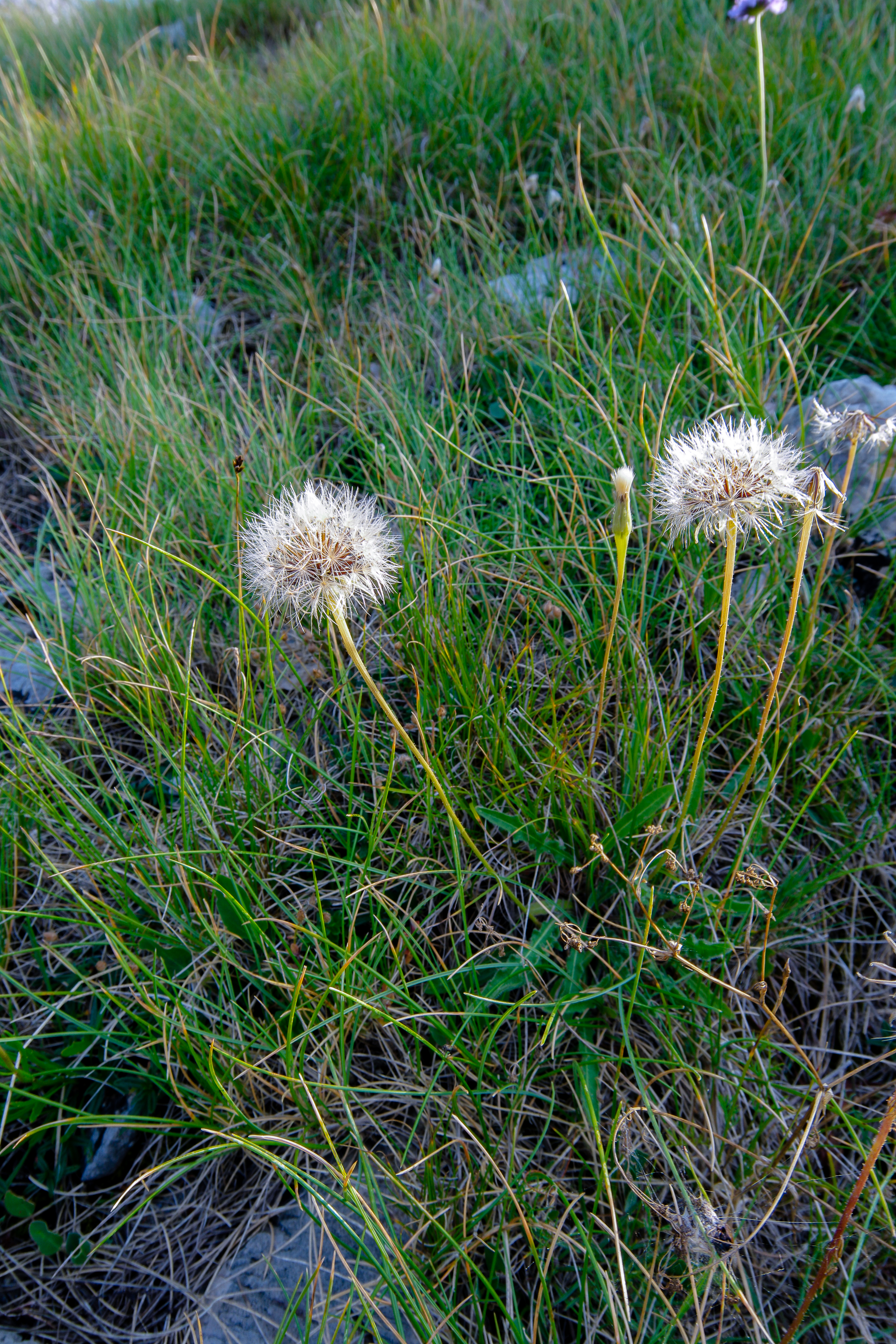
Der Krause Löwenzahn ist von der Meeresküste bis in Hochgebirgsregionen verbreitet. Im subadriatischen Orjen kommt er selbst noch in Schneetälchen vor.

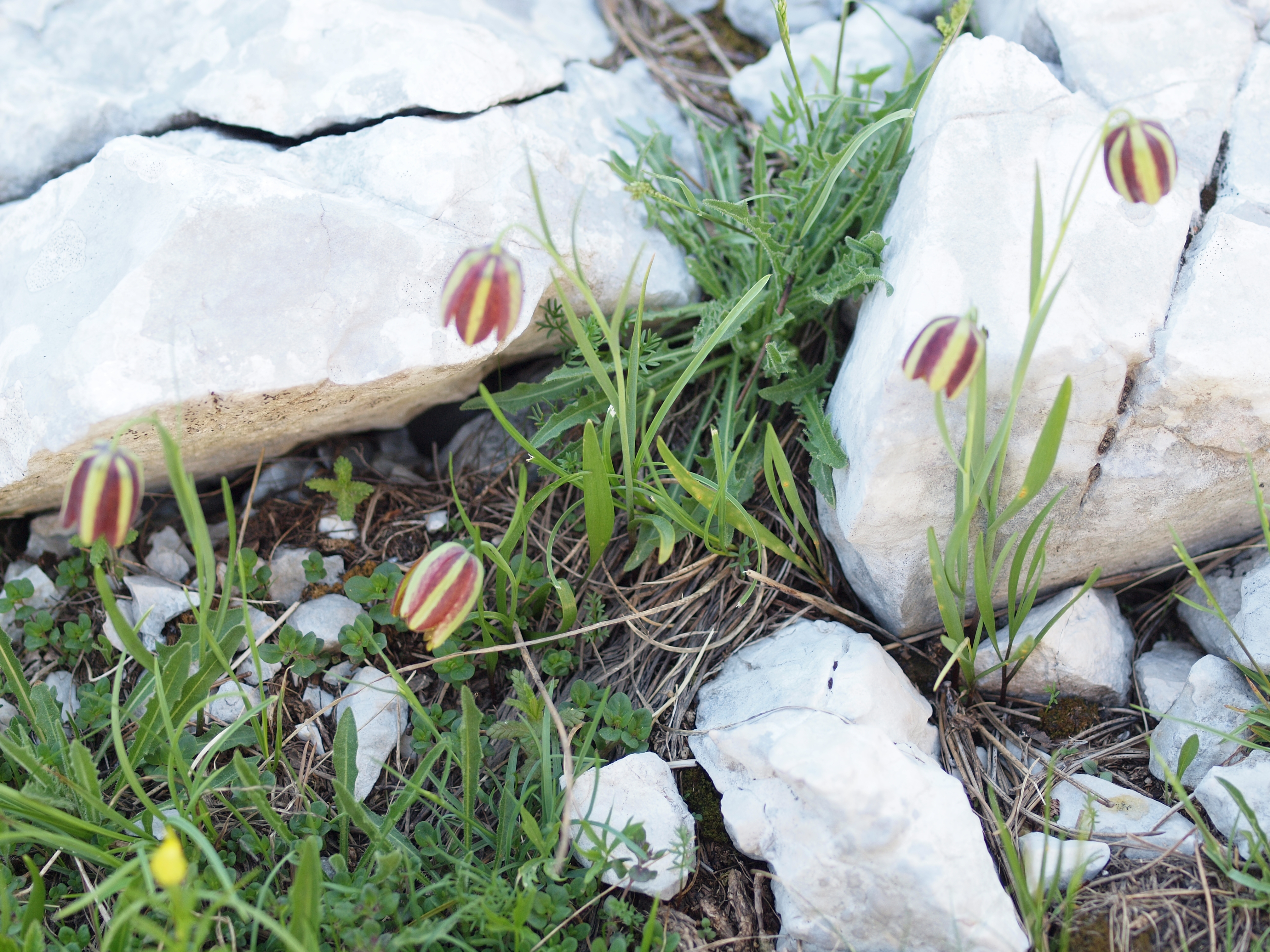
In Felstriften der kryoro-mediterranen Stufe im subadriatischen Orjen ist die Zarte Schachbrettblume (Fritillaria messanensis ssp. gracilis) sowie Rhinanthus serotinus mit dem Krausen Löwenzahn vergesellschaftet.

Der Krause Löwenzahn ist nach Hegi ein „mediterranes Element“. Dagegen weisen Meusel & Jäger (1992) darauf hin, dass die Verbreitung von Leontodon crispus s. lat. im nordiranisch-anatolisch-ost-zentralsubmediterranen Raum liegt. Damit ist er mit der Unterart subsp. crispus zentralsubmediterran, mit der Unterart Leontodon crispus subsp. asper ein illyrisch-anatolisch-ostsubmediterran-pontisches Florenelement.
Dabei weisen der südöstliche Verbreitungsschwerpunkt und die Vorposten im west-mittelpontischen, danubischen und transsilvanischen Gebiet sowie die synanthropen Vorkommen im Wallis auf den subkontinentalen Arealcharakter. In seinem weiten Areal ist die Sippe um Leontodon crispus besonders im südöstlichen Mittelmeergebiet polymorph und wird in mehrere vikariierende Sippen aufgegliedert, die sensu Pittoni (1974) als gültige Arten von Leontodon crispus s. str. zu trennen sind. Bei der Nominatform Leontodon crispus subsp. crispus unter Ausschluss von Leontodon crispus subsp. asper reicht das Areal von den Pyrenäen bis Montenegro. Die durch Pittoni (1974) sich zunehmend durchsetzende Auffassung der Abtrennung von Leontodon crispus ssp. asper (Waldst. & Kit.) Poir. als Leontodon biscutellifolius, der zugleich am weitesten und am nördlichsten verbreiteten Sippe der Gruppe um Leontodon crispus, beschränkt das Areal nunmehr nur noch auf den europäischen Kontinent.
Inklusive der Kleinarten erstreckt sich das Areal somit über Südfrankreich (von den östlichen Pyrenäen, vom Ardèche und Lot bis zum Département Ain und den Seealpen), (Wallis), Korsika sowie auf der nördlichen Balkanhalbinsel (südlich bis Montenegro), Banat sowie bis nach Kleinasien. Leontodon crispus s. l. kommt dabei noch in Armenien und der Osttürkei sowie wahrscheinlich auch im Iran vor.
In Griechenland reicht sein Verbreitungsgebiet bis zur Ägäis (Peloponnes, Chalkidiki und Berg Athos, Euböa, Attika); fehlt auf den griechischen Inseln mit Ausnahme Euböas.
Der Krause Löwenzahn fehlt in Deutschland, im nördlichen Italien bis zum Apennin, in Südtirol, um Trient (besonders zwischen dem Kalisberg und dem Doss San Rocco), bei Vezzano, Castel Toblino, im Val Lagarina, bei Serrada, Camoghen bei Mori, Nago, Arco sowie Torbole. In der Schweiz kommt die Art wahrscheinlich nur eingeschleppt im Wallis bei Siders, Forèt de Claivaz und Riddes vor; für das Tessin ist sie fraglich.
Die ökologischen Zeigerwerte nach Landolt et al. 2010 sind in der Schweiz: Feuchtezahl F = 1+w+ (trocken aber stark wechselnd), Lichtzahl L = 4 (hell), Reaktionszahl R = 4 (neutral bis basisch), Temperaturzahl T = 4+ (warm-kollin), Nährstoffzahl N = 2 (nährstoffarm), Kontinentalitätszahl K = 4 (subkontinental).

## Habitat
Der Krause Löwenzahn gedeiht zerstreut auf trockenen, grasigen Hängen, steinigen, sonnigen Weiden, an Felsen und im Felsschutt, an unbebauten Standorten. Als xerophile Art ist sie besonders gut an steinige Hänge und felsigen Trockenrasen in voller Sonne angepasst. In Stipa calamagrostis-Beständen gedeiht sie zusammen mit dem Wimper-Perlgras (Melica ciliata), Sedum anopetalum, der Ockergelben Fetthenne (Sedum ochroleucum),  Dianthus inodorus, Österreichischer Haarstrang (Peucedanum austriacum), Bupleurum falcatum, Teucrium montanum, Galium purpureum, Lactuca perennis, Crupina vulgaris. Darüber hinaus gedeiht die Art in Karstheiden und Felstriften mit Stipa pennata, Carex halleriana, Ranunculus illyricus, Aethionema saxatilis, Linum flavum, Ferula galbanifera, Gentiana tergestina, Scabiosa gramuntia, Centaurea incompta und Centaurea rupestris.
Als Höhenverbreitung werden für die subsp. crispus: Südliche Alpen bis 1250 m, Italien 0-1200(-1900 )m, Mazedonien 500-1700 m, Türkei (460-)800-3655 m, für die subsp. asperrimus: Türkei 600-2000 m, Iran (800-)1100-2650(-3200) m und für die subsp. graecus: Ägäis 700-1600 m angegeben.

## Pflanzensoziologische Einordnung
In seinem Vorkommen in der Schweiz im Wallis wird der Krause Löwenzahn aus Kontinentalen Halbtrockenrasen im pflanzensoziologischen Verband Cirsio-Brachyopodion beschrieben. Sie fällt in die Klasse der basophilen Kalkmagerrasen der Klasse Festuco-Brometea in der Ordnung Brometalia erecti. Es handelt sich um wärmeliebende Halbtrockenrasen, die nördlich der Alpen nicht mehr vorkommen. Charakterarten sind die Aufrechte Trespe (Bromus erectus) und Fieder-Zwenke (Brachypodium pinnatum aggr.), beides häufige Grasarten der Trockenrasen (Brometalia). Die Halbtrockenrasen dienen im Wallis traditionsgemäß als Weide für ziehende Schafherden. Sie haben auf der nordexponierten Rhonetalflanke zwischen Turtmann und Charrat ihre Hauptverbreitung. Hier steigen sie bis auf 800 m empor.
Leontodon cripus ist eine häufige Art südexponierter Hügellandschaften in xerothermen montanen Rasengesellschaften Bulgariens, kommt aber auch collin in subkontinentalen Trockenstrauchgesellschaften vor.
Aus West-Bulgarien wurde Leontodon crispus aus der neu aufgestellten Assoziation – Hieracio pilosellae-Festucetum dalmaticae – im Verband Cirsio-Brachypodion beschrieben, die ökologisch zwischen dem xero-mesophytischen Cirsio-Brachypodion pinnati sowie den xerothemen Verbänden Festucion valesiacae und Saturejion montanae steht. Leontodon crispus ist hierin eine der Charakterarten, wobei er als transgressive Art den überleitenden Charakter zum xerothermen Verband Saturejion montanae markiert.
In den subadriatischen Dinarischen Gebirgen in Montenegro wurde der Krause Löwenzahn aus den oro-mediterranen Hochgebirgsrasen des Carici-Seslerietum robustae beschrieben. Er ist hier eine Begleitart der von Sesleria robusta und Festuca pungens dominierten Trockenrasen in der von Pinus heldreichii gebildeten Stufe.

## Systematik
Die Erstveröffentlichung von Leontodon crispus erfolgte 1779 durch Dominique Villars in Prospectus de l'histoire des plantes de Dauphiné, Band 3, S. 34.
Der Steifhaarige Löwenzahn ist eine Sammelart in der unter Leontodon crispus agg. u. a. noch folgende sich insbesondere aber auch in ihrer DNA deutlich unterschiedene Taxa zumeist als Unterart „eingereiht“ werden: Leontodon asperrimus, Leontodon anomalus, Leontodon graecus, Leontodon farinosus.
Einige Autoren haben außerdem noch Leontodon apulus und Leontodon biscutellifolius DC. (als Leontodon asper Waldst. and Kit.) unter Leontodon crispus subsp. crispus eingereiht. Daneben wurde von einigen Autoren Leontodon crispus subsp. rossianus (Degen and Lengyel) Hayek als distinkte Unterart geführt, allgemein wird sie aber als Synonym zu Leontodon crispus s. str. angesehen. Des Weiteren wurde Leontodon intermedius zu Leontodon crispus subsp. graecus (Boiss. and Heldr.) Hayek gestellt. Zumeist wird Leontodon intermedius aber als distinkt von Leontodon graecus angesehen. Letztgenannte Arten werden zumeist als gültige Taxa angesehen. Dabei zeigen molekulare Untersuchungen, dass Leontodon intermedius mit Leontodon crispus s. str. näher verwandt ist als mit Leontodon graecus.